# Алемасова (деревня)
Алемасова — упразднённая деревня входившая в состав городского округа город Тобольск Тюменской области России. В 2004 году включена в состав города Тобольск и исключена из учётных данных.

## География
Располагалась на левом берегом реки Сузгунка, южнее железнодорожной линии, в 3 км к юго-западу от железнодорожной станции Тобольск.

## История
До 1917 года входила в состав Бронниковской волости Тобольского уезда Тобольской губернии. По данным на 1926 год деревня Жимородская состояла из 13 хозяйств. В административном отношении входила в состав Верхнефилатовского сельсовета Тобольского района Тобольского округа Уральской области.
В 1989 году Верхнефилатовский сельсовет переименован в Башковский. После 2002 года передано в состав городского округа.

## Население
| 1989 | 2002 |
| ---- | ---- |
| 5    | ↘3   |

По данным переписи 1926 года в деревне проживало 75 человек (39 мужчин и 36 женщин), в том числе: русские составляли 100 % населения.